# Vitex chrysomallum
Vitex chrysomallum là một loài thực vật có hoa trong họ Hoa môi. Loài này được Steud. miêu tả khoa học đầu tiên năm 1841.